# Allevard
Allevard – miejscowość i gmina we Francji, w regionie Owernia-Rodan-Alpy, w departamencie Isère. W 2017 roku populacja gminy wynosiła 4210 mieszkańców. Przez miejscowość przepływa rzeka Bréda. 